# Sân bay Lộc Ninh
Sân bay Quân sự Lộc Ninh nằm cách trung tâm thị trấn Lộc Ninh khoảng 1 km từng là một sân bay thuộc sự quản lý của Quân đội Mỹ và Quân lực Việt Nam Cộng Hòa được xây dựng nhằm mục đích quân sự sử dụng trong Chiến tranh Việt Nam. Sau Trận Lộc Ninh, sân bay thuộc về Cộng hòa Miền Nam Việt Nam. Sân bay nằm trên một khu đồi bằng phẳng được lắp ghép toàn bộ bằng những vỉ sắt (Tec-nich) thay cho bê tông có diện tích trên 50.000 m2. Năm 1986, sân bay được công nhận là di tích lịch sử cách mạng cấp quốc gia.

## Lịch sử
Sân bay quân sự này được xây dựng ngày 10 tháng 03 năm 1965, trong Chiến tranh Việt Nam thuộc về Quân đội Mỹ và Quân lực Việt Nam Cộng Hòa để sử dụng cho việc tiếp tế lương thực, đạn dược và di chuyển phương tiện chiến tranh cho các mặt trận Lộc Ninh - Campuchia.
Năm 1972, tại sân bay quân sự Lộc Ninh diễn ra trận đánh quan trọng trong Trận Lộc Ninh góp phần chiến thắng của Cộng hòa Miền Nam Việt Nam để chiếm được Lộc Ninh vào ngày 07 tháng 04 năm 1972 và sân bay này đánh dấu nhiều sự kiện lịch sử quan trọng.
Ngày 31 tháng 01 năm 1973, tại đây Thượng tướng Trần Văn Trà dẫn đầu phái đoàn quân sự Chính phủ cách mạng lâm thời miền Nam Việt Nam bay về Sài Gòn dự phiên họp đầu tiên của Ban Liên hiệp quân sự bốn bên tại Trại Davis.
Vào các ngày 12 tháng 02 và 12 tháng 09 năm 1973, Chính phủ cách mạng lâm thời miền Nam Việt Nam đón đoàn Ủy ban quốc tế về làm việc và các vị đại sứ, trưởng phó đoàn của Ủy ban quốc tế về thăm Lộc Ninh. Sân bay Lộc Ninh là nơi ta trao trả tù binh cho Việt Nam Cộng Hòa và đón tù binh Việt Nam Dân chủ Cộng Hòa từ Nhà tù Côn Đảo trở về theo Hiệp định Paris 1973, trong đó có bà Võ Thị Thắng người nữ sinh đấu tranh cho độc lập dân tộc bị bắt cầm tù.

## Ngày nay
Sân bay Quân sự huyện Lộc Ninh được công nhận là Di tích lịch sử cấp quốc gia vào ngày 12 tháng 02 năm 1986.